# Torre PwC
A Torre PwC, é um dos quatro arranha-céus que formam o Cuatro Torres Business Area, o maior centro financeiro da cidade de Madrid, na Espanha. O Edifício foi concluído em 2008, contém 236 metros (774 pés) de altura e 52 andares.